# Liste des phares de Pologne
Cet article dresse la liste des principaux phares de Pologne qui se trouvent sur le littoral de la Mer Baltique, de la région de Świnoujście et de la rivière Oder. Depuis la fin de la Seconde Guerre mondiale, en 1945, sa côte baltique s'étend de Świnoujście à l'ouest jusqu'à la baie de Gdańsk à l'est.
Les phares polonais actifs sont exploités par le Bureau maritime régional (en polonais : Urząd Morski (pl)). Il y a trois bureaux régionaux : Szczecin, Słupsk et Gdynia.
|              |
| BMR Szczecin |

|            |
| BMR Słupsk |

|            |
| BMR Gdynia |

## Voïvodie de Poméranie occidentale

Phare de Świnoujście

- Phare de Świnoujście
- Phare de Stawa Młyny
- phare de Kikut
- Phare de Niechorze
- Phare de Kołobrzeg
- Phare de Gąski
- Phare de Darłowo
- Phare de Jarosławiec

## Voïvodie de Poméranie
- Phare d'Ustka
- Phare de Czołpino
- Phare de Stilo
- Phare de Rozewie
- Phare de Jastarnia

Phare d'Ustka

- Phare de Góra Szwedów Inactif (Péninsule de Hel)
- Phare de Hel
- Phare de Sopot
- Phare de Port Północny
- Phare de Krynica Morska

## Base antarctique Arctowski
- Phare d'Arctowski (Antarctique)

## Base arctique Hornsund
- Phare d'Hornsund (Spitzberg)